# Шороховское сельское поселение
Шороховское се́льское поселе́ние — муниципальное образование в Исетском районе Тюменской области Российской Федерации.
Административный центр — село Шорохово.

## История
Статус и границы сельского поселения установлены Законом Тюменской области от 5 ноября 2004 года № 263 «Об установлении границ муниципальных образований Тюменской области и наделении их статусом муниципального района, городского округа и сельского поселения».

## Население
| 2010  | 2011  | 2012  | 2013  | 2014  | 2015  | 2016  |
| ----- | ----- | ----- | ----- | ----- | ----- | ----- |
| 2378  | ↗2379 | ↘2355 | ↗2389 | ↘2385 | ↘2361 | ↗2370 |
| 2017  | 2018  | 2019  | 2020  | 2021  |       |       |
| ↘2365 | ↘2308 | ↗2322 | ↘2292 | ↗2695 |       |       |

## Состав сельского поселения
| № | Населённый пункт | Тип населённого пункта       | Население |
| - | ---------------- | ---------------------------- | --------- |
| 1 | Зерновой         | посёлок                      | 150       |
| 2 | Ишимский         | посёлок                      | 160       |
| 3 | Шорохово         | село, административный центр | 2068      |